# Saint-Aignan (Tarn-et-Garonne)
Saint-Aignan é uma comuna francesa na região administrativa de Occitânia, no departamento de Tarn-et-Garonne. Estende-se por uma área de 4,85 km². Em 2010 a comuna tinha 412 habitantes (densidade: 84,9 hab./km²).